# Jovan Đorđević
Jovan Đorđević (n. en 1826 -  f. en 1900) fue el fundador del Teatro Nacional de Serbia (Novi Sad) y del Teatro Nacional de Belgrado (Belgrado), ambos situados en Serbia. Es asimismo célebre por ser el autor de la letra del himno nacional de Serbia, Bože Pravde, en 1872.